# Chelsea – Leeds United en football
La rivalité entre Chelsea et Leeds United, se réfère à l'antagonisme entre deux clubs de football anglais. L'origine de cette rivalité est purement sportive ; à partir des années 1960, les deux équipes ont lutté pour le même objectif qu'il soit une promotion en première division, une qualification européenne en championnat ou un titre en championnat ou coupe d'Angleterre. Le point d'orgue de cette rivalité est la finale de la FA Cup 1970, considéré comme l'un des matchs les plus physiques et les plus brutaux du football anglais.

## Statistiques

### Confrontations
| Club                | J      | G      | É      | D      | B.M.   | B.E.   | +/-    |
| League              | League | League | League | League | League | League | League |
| ------------------- | ------ | ------ | ------ | ------ | ------ | ------ | ------ |
| Chelsea             | 90     | 26     | 25     | 39     | 107    | 136    | -29    |
| Leeds United        | 90     | 39     | 25     | 26     | 136    | 107    | +29    |
| FA Cup              |        |        |        |        |        |        |        |
| Chelsea             | 8      | 5      | 3      | 0      | 17     | 6      | +11    |
| Leeds United        | 8      | 0      | 3      | 5      | 6      | 17     | -11    |
| Football League Cup |        |        |        |        |        |        |        |
| Chelsea             | 3      | 2      | 1      | 0      | 5      | 1      | +4     |
| Leeds United        | 3      | 0      | 1      | 2      | 1      | 5      | -4     |
| Totals              |        |        |        |        |        |        |        |
| Chelsea             | 101    | 33     | 29     | 39     | 129    | 143    | -14    |
| Leeds United        | 101    | 39     | 29     | 33     | 143    | 129    | +14    |

### Plus larges victoires
- Chelsea 7-1 Leeds United (Samedi 16 mars 1935)
- Leeds United 7-0 Chelsea (Samedi 7 octobre 1967)

## Palmarès
Ce sont les trophées gagnés par Chelsea et Leeds United.
| Competition                     | Chelsea | Leeds United |
| ------------------------------- | ------- | ------------ |
| First Division / Premier League | 6       | 3            |
| FA Cup                          | 7       | 1            |
| Football League Cup             | 4       | 1            |
| UEFA Champions League           | 2       | 0            |
| Coupe des vainqueurs de coupe   | 2       | 0            |
| Coupe des villes de foire       | 0       | 2            |
| Second Division                 | 2       | 3            |
| FA Community Shield             | 4       | 2            |
| UEFA Super Cup                  | 1       | 0            |
| UEFA Ligue Europa               | 2       | 0            |
| Full Members Cup                | 2       | 0            |
| TOTAL                           | 32      | 12           |

## Transferts

### De Chelsea à Leeds United
| Nom             | Date du transfert | Prix       | Références |
| --------------- | ----------------- | ---------- | ---------- |
| Tony Dorigo     | Juin 1991         | £1,300,000 |            |
| Danny Granville | Juin 1998         | £1,600,000 | [ 2 ]      |
| Michael Duberry | Juillet 1999      | £4,600,000 | [ 3 ]      |
| Jody Morris     | Juillet 2003      | Gratuit    | [ 4 ]      |
| Neil Sullivan   | Juillet 2004      | Gratuit    | [ 5 ]      |